# 57. Münchner Sicherheitskonferenz

Logo des Veranstalters

Die 57. Münchner Sicherheitskonferenz (MSC 2021) fand aufgrund der COVID-19-Pandemie im Februar 2021 lediglich ein eintägiges digitales Format als Special Edition statt.

## Special Edition

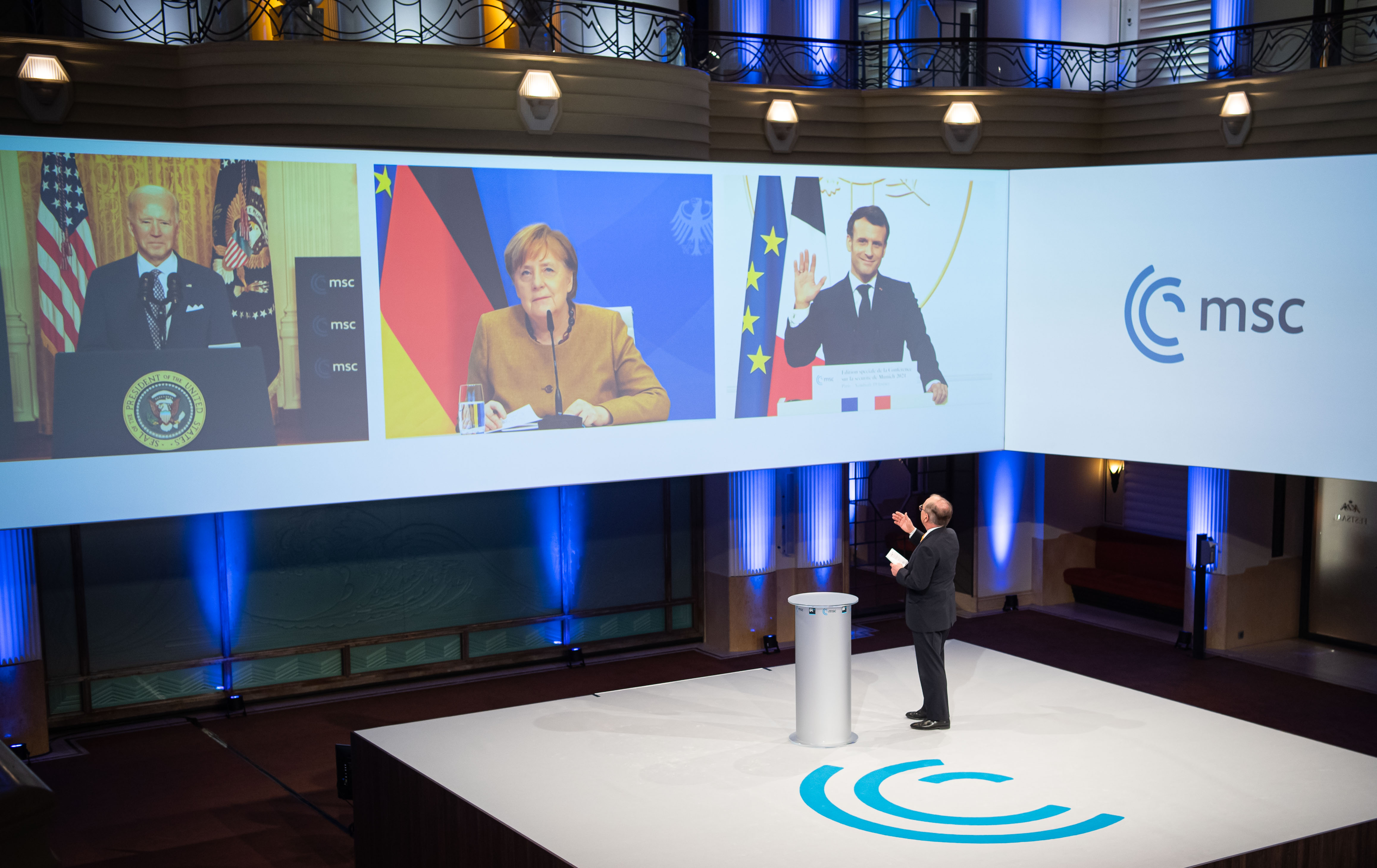
Joe Biden, Angela Merkel und Emmanuel Macron diskutieren die transatlantische Agenda auf der MSC Special Edition 2021

Die digitale Special Edition fand am 19. Februar 2021 als dreieinhalbstündige Videokonferenz unter dem Titel „Beyond Westlessness: Renewing Transatlantic Cooperation, Meeting Global Challenges“ statt. Moderiert wurde sie von MSC-Vorsitzendem Wolfgang Ischinger und der ARD-Journalistin Natalie Amiri aus dem traditionellen Austragungsort Hotel Bayerischer Hof. Zu den jeweiligen Tagesordnungspunkten trugen Teilnehmer des MSC-Young-Leader-Programms Fragen und Kurzstatements bei.

### Ablauf und Teilnehmer
Zunächst begrüßten die Gastgeber Ischinger und Amiri gemeinsam mit dem bayerischen Ministerpräsidenten Markus Söder die Teilnehmer. 
Danach folgte ein Beitrag von UN-Generalsekretär António Guterres über Prioritäten für globales Handeln.
Zum Kampf gegen die Pandemie diskutierten Bill Gates und WHO-Generaldirektor Tedros Adhanom Ghebreyesus.
Anschließend wurde in drei Teilen über eine neue transatlantische Agenda diskutiert. Hier verkündete der neu gewählte US-Präsident Joe Biden in seiner ersten Ansprache an ein internationales Publikum: „Amerika ist zurück.“ und signalisierte damit, dass die transatlantischen Beziehungen wieder eine außenpolitische Priorität für die USA sind. Anschließend sprachen Bundeskanzlerin Angela Merkel, Frankreichs Präsident Emmanuel Macron, gefolgt von der EU-Kommissionspräsidentin Ursula von der Leyen, EU-Ratspräsident Charles Michel und NATO-Generalsekretär Jens Stoltenberg und zuletzt mit dem britischen Premierminister Boris Johnson.
Einer Diskussion um die Bewältigung der Klimakrise stellte sich der Sondergesandte des US-Präsidenten für das Klima John Kerry.

### Gegendemonstrationen
Seit Jahrzehnten wird die Konferenz von Demonstrationen gegen Krieg und Aufrüstung begleitet. Da die Veranstaltung nur virtuell stattfand, durfte erstmals seit 2002 wieder direkt vor dem Bayerischen Hof demonstriert werden. Die Demonstrationen verliefen ungewohnt harmonisch, nachdem es in den Vorjahren immer wieder zu Gewaltanwendung durch Demonstranten und Polizei kam. Da die pandemiebedingten Auflagen bezüglich Abstand und Mund-Nasen-Schutz eingehalten wurden, sah die Polizei von einer strikten Begrenzung auf die maximal genehmigte Teilnehmerzahl ab. Insgesamt wurden ca. 550 Teilnehmer gezählt.